# آنتونی ماندین
آنتونی ماندین (انگلیسی: Anthony Mundine؛ زادهٔ ۲۱ مهٔ ۱۹۷۵) بوکسور و بازیکن راگبی ۱۳ نفره اهل استرالیا بود.